# Andrew Shinnie
Andrew Shinnie est un footballeur international écossais, né le 17 juillet 1989 à Aberdeen. Il évolue au poste de milieu offensif à Livingston. Il est le frère aîné de Graeme Shinnie.

## Biographie
Le 27 janvier 2016, il est prêté à Rotherham United.
Le 30 juin 2017, il est prêté pour une saison à Luton Town.
Le 19 juillet 2021, il rejoint Livingston.

## Palmarès
- Dundee FC
  - Vainqueur de la Scottish Challenge Cup en 2010.
- Hibernian FC
  - Champion de la D2 en 2016-2017
- Luton Town
  - Vice-champion du Football League Two (D4) en 2018

### Personnel
- Membre de l'équipe-type de Scottish Premier League en 2013

## Statistiques
| Saison    | Club                         | Pays                    | Championnat         | Coupes nationales | Coupes d'Europe | Écosse  |
| --------- | ---------------------------- | ----------------------- | ------------------- | ----------------- | --------------- | ------- |
| 2006-2007 | Glasgow Rangers              | Scottish Premier League | 2 matchs            | -                 | -               | -       |
| 2007-2008 | Glasgow Rangers              | Scottish Premier League | -                   | -                 | -               | -       |
| 2008-2009 | Glasgow Rangers              | Scottish Premier League | -                   | -                 | -               | -       |
| 2008-2009 | Dundee FC                    | Scottish Championship   | 20 matchs / 1 but   | 1 match           | -               | -       |
| 2009-2010 | Glasgow Rangers              | Scottish Premier League | -                   | -                 | -               | -       |
| 2009-2010 | Dundee FC                    | Scottish Championship   | 12 matchs           | 2 matchs          | -               | -       |
| 2010-2011 | Glasgow Rangers              | Scottish Premier League | -                   | -                 | -               | -       |
| 2011-2012 | Inverness Caledonian Thistle | Scottish Premier League | 14 matchs / 2 buts  | 2 matchs / 1 but  | -               | -       |
| 2012-2013 | Inverness Caledonian Thistle | Scottish Premier League | 38 matchs / 12 buts | 7 matchs / 3 buts | -               | 1 match |
| 2013-2014 | Birmingham City              | Championship            | 26 matchs / 2 buts  | 2 matchs / 1 but  | -               | -       |
| 2014-2015 | Birmingham City              | Championship            | 27 matchs / 2 buts  | 1 match           | -               | -       |
| 2015-2016 | Birmingham City              | Championship            | 14 matchs           | 3 matchs / 1 but  | -               | -       |
| 2015-2016 | Rotherham United             | Championship            | 3 matchs            | -                 | -               | -       |
| 2016-2017 | Hibernian                    | Scottish Championship   | 23 matchs / 1 but   | 4 matchs / 2 buts | -               | -       |

Dernière mise à jour le 15/04/2017